# Lesná (district de Třebíč)
Pour les articles homonymes, voir Lesná.
Lesná (en allemand : Walldorf) est une commune du district de Třebíč, dans la région de Vysočina, en Tchéquie. Sa population s'élevait à 91 habitants en 2020.

## Géographie
Lesná se trouve sur les hauteurs du bourg de Želetava, d'où son nom exact Lesná u Želetavy. Elle est située à 16 km à l'ouest-sud-ouest de Třebíč, à 27 km au sud-sud-est de Jihlava et à 135 km au sud-est de Prague.
La commune est limitée par Předín au nord, par Štěměchy à l'est, et par Želetava au sud et à l'ouest.

## Histoire
La première mention écrite du village date de 1715.

## Galerie

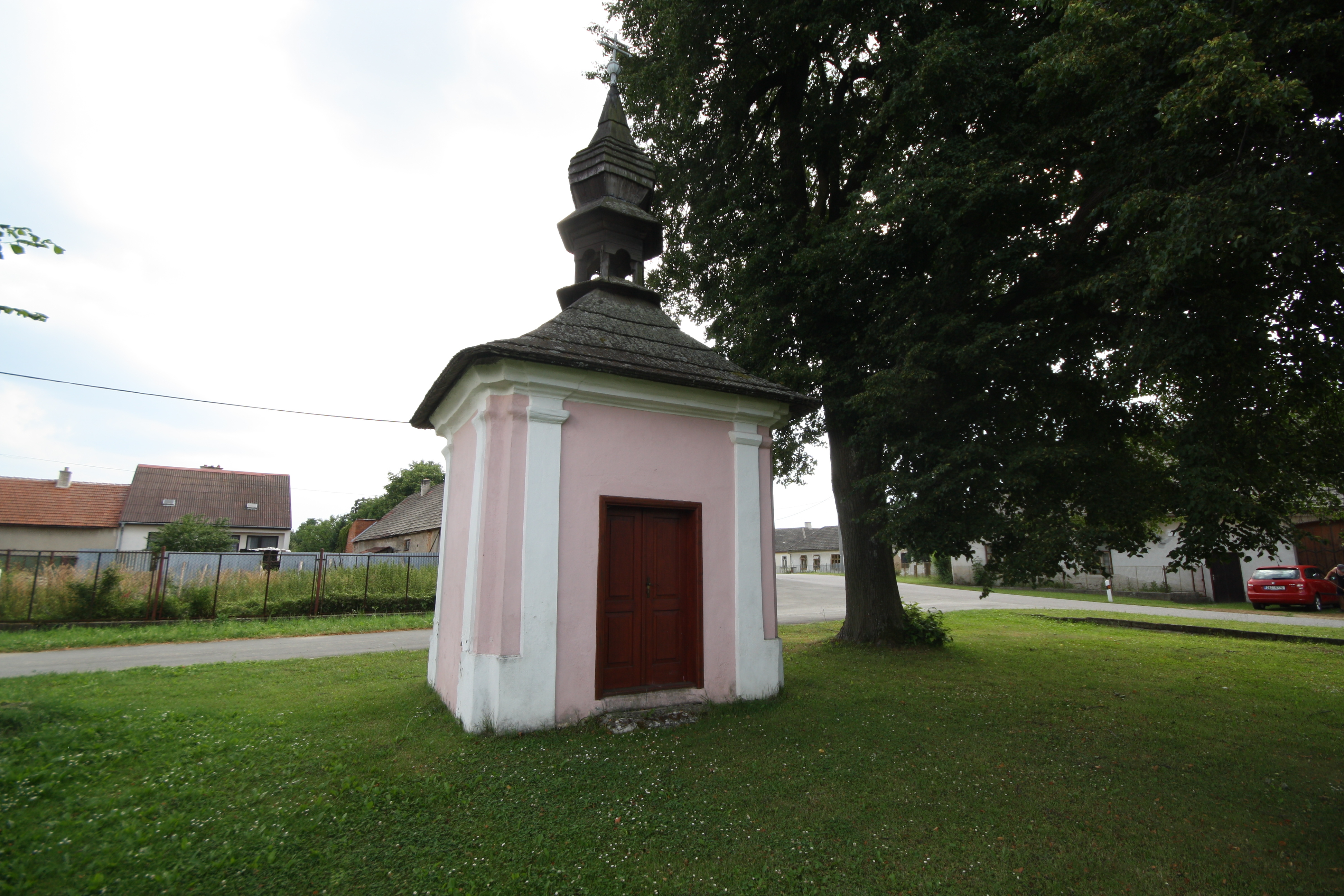
Chapelle
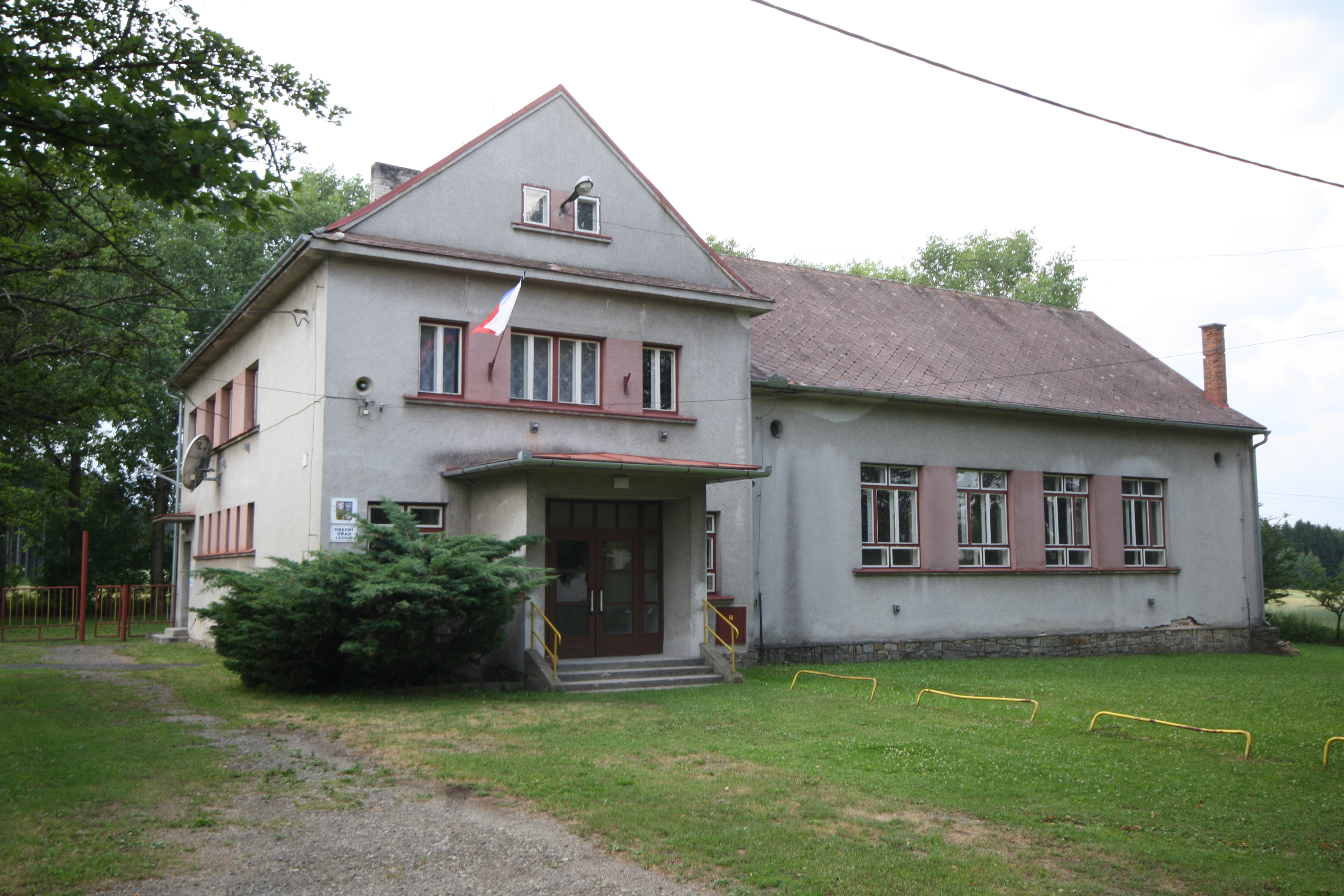
Mairie
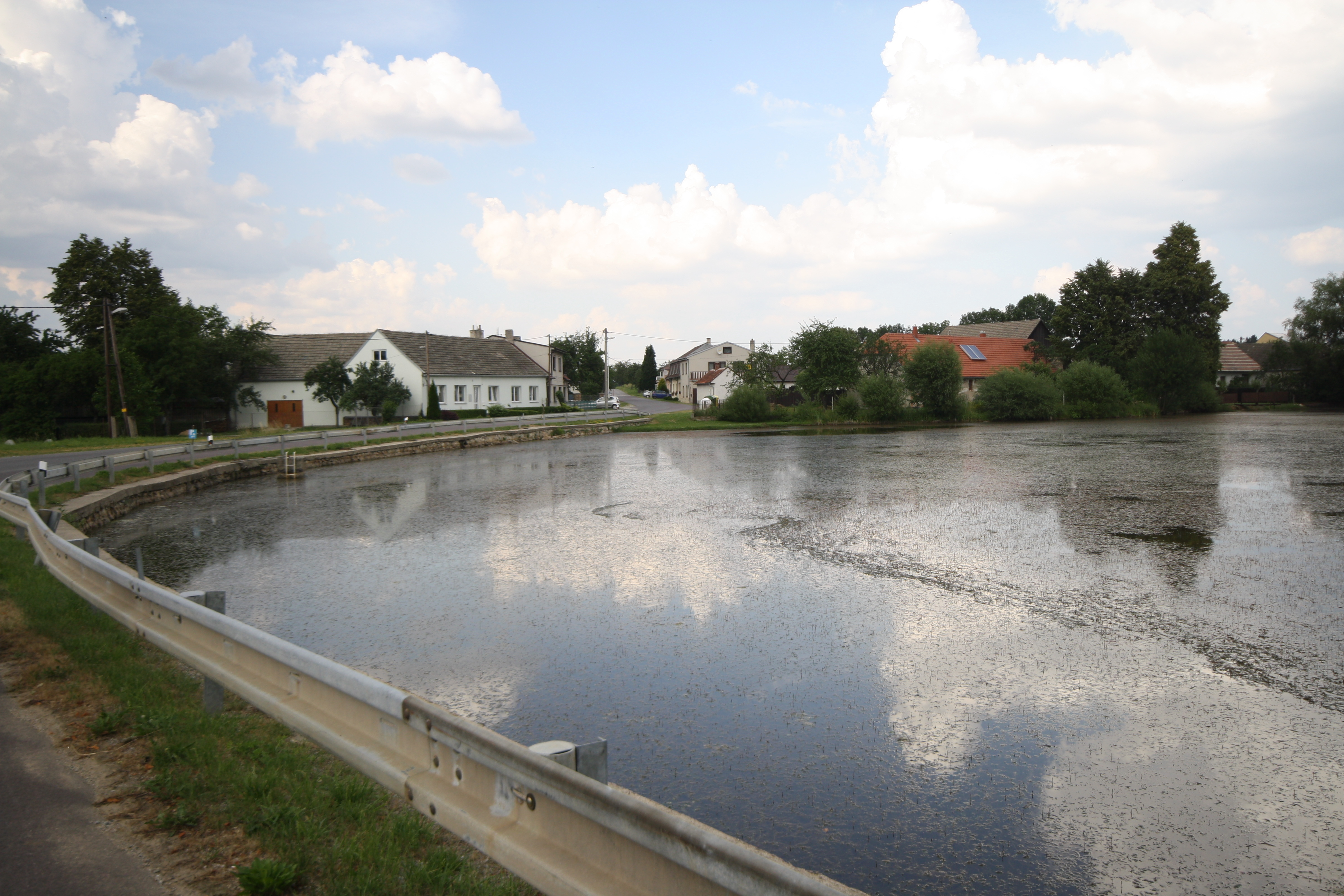
Étang
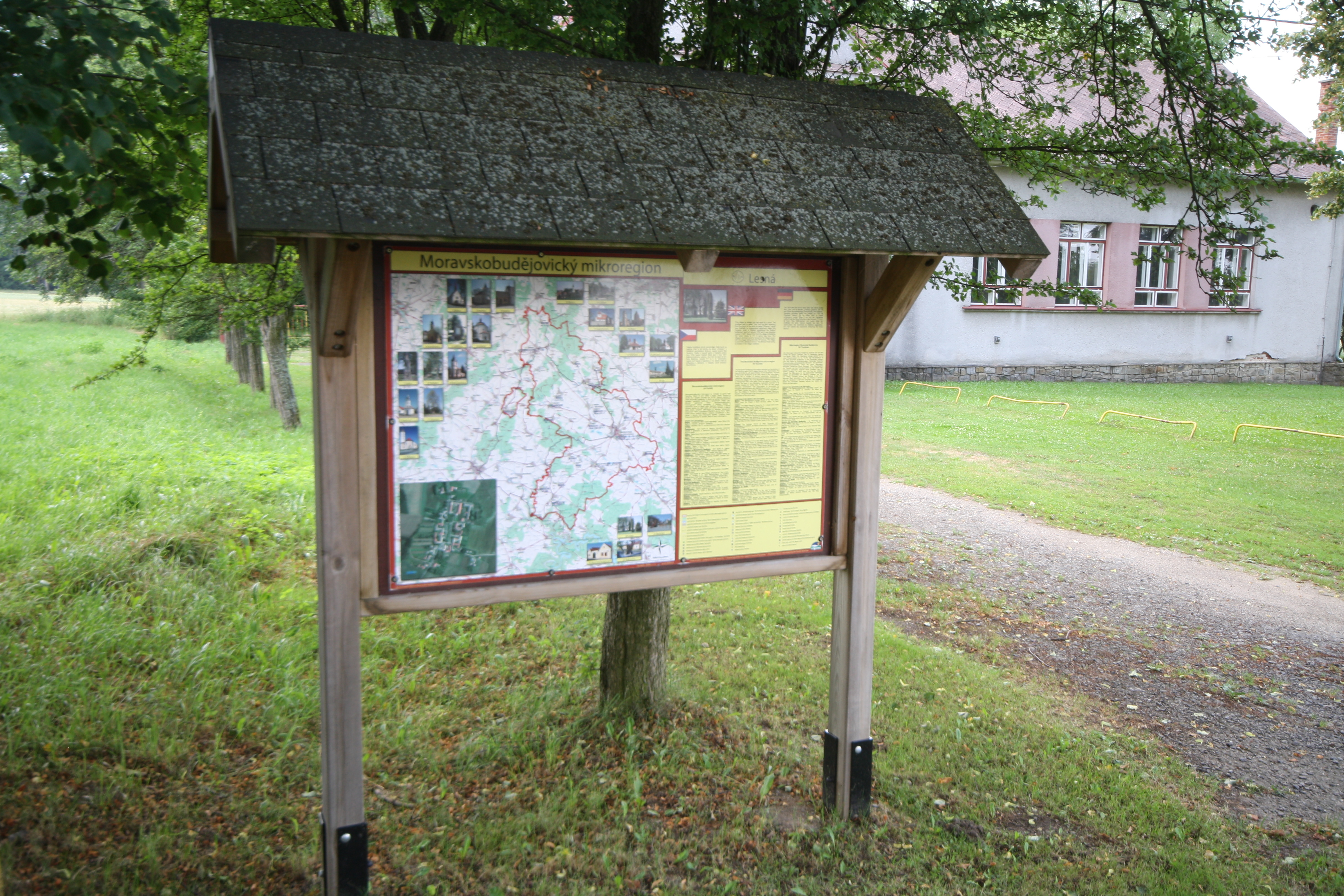
Panneau d'informations

## Transports
Par la route, Lesná se trouve à 19 km de Třebíč, à 30 km de Jihlava et à 161 km de Prague.